# Clan McPicsou

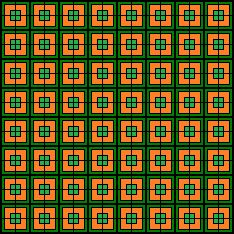
Tartan des McPicsou.

Le clan McPicsou (clan McDuck) est un clan écossais fictif de l’univers des canards de Disney. Il est créé par Carl Barks, à l'instar de son membre le plus célèbre : Balthazar Picsou (Scrooge McDuck).

## Origines
En créant le personnage de Picsou en 1947 dans l'histoire Noël sur le mont ours (Christmas on Bear Mountain), Barks l'imaginait déjà en tant que écossais. En effet, il lui donne le nom de Scrooge McDuck avec le préfixe « Mac » typique des langues gaéliques signifiant « Fils de » et lui fait porter également un béret en tartan.
Par la suite, Carl Barks détaille le passé d'écossais de Picsou dès sa deuxième apparition dans une bande dessinée publiée en juin 1948, Le Secret du vieux château (The Old Castle's Secret). Une véritable identité au personnage de Picsou est donnée : sa famille prend racine dans les Highlands, en Écosse, où se trouve le château seigneurial dans les marais de Dismal Downs.
Par la suite, différents auteurs vont offrir à Picsou des ancêtres écossais et offrir à Picsou différents châteaux familiaux, ce qui donne un tout incohérent. Ce dernier point sera corrigé en 1992 par Don Rosa avec sa série de bandes dessinées La Jeunesse de Picsou (The Life and Times of Scrooge McDuck) où il va établir un « canon » sur les origines écossaises du milliardaire. Dans le premier épisode, Le Dernier du Clan McPicsou (The Last Of The Clan McDuck), il clarifie un point important : comment « Picsou peut provenir d'une famille pauvre mais être l'héritier d'un immense château ? ». C'est Fergus McPicsou, le père de Picsou, qui répond à cette question en racontant l'histoire du clan et leurs heures glorieuses puis le fait qu'ils furent chassés de leurs terres par un clan rival, les Biskervilles. Pour cet élément, Rosa s'appuie sur une autre histoire de Carl Barks Le chien des Whiskerville (Hound of the Whiskervilles) de 1960. Les McPicsou refusent de vendre leurs domaines et finissent ruinés à cause d'une trop grande charge d'impôts,.
Dans une histoire préliminaire de Le Dernier du Clan McPicsou, Don Rosa avait donné plus de détails sur le clan et en l'associant avec l'histoire de l'Écosse. Il y donne au clan un nom d'origine McDuich (version gaélique de McDuck) et commence son histoire à partir de la construction du mur d'Hadrien en l'an 122 dont les pierres auraient été vendues par un McDuich et qui aurait participé en l'an 400, à la déroute des Romains et à la création de l'Écosse. Un McDuich a même faillit être proclamé premier roi d'Écosse en 843, mais un défaut de prononciation le disqualifia au profit de Kenneth Macalpin. Par la suite, les McDuich aidèrent les Vikings à battre leurs ennemis jurés, les Pictes et deviennent par la suite alliés avec les Scandinaves en 899. Le clan adopte le nom de McDuck qu’après l’invasion de l’Écosse par Guillaume le Conquérant en 1071. À partir de la seconde moitié du XIXe siècle, le clan se résume seulement à une dizaine d’individus dont le père de Picsou et ses deux oncles, qui vivent dans une relative pauvreté à Glasgow. L’apparition ponctuelle des fantômes des ancêtres, dotés d’un caractère d’avarice particulièrement prononcé, le confirme comme l’un des clans les plus pingres d’Écosse.

## Ancêtres
Dès Le Secret du vieux château, Carl Barks cite plusieurs ancêtres de Picsou que Don Rosa va utiliser par la suite pour la série La Jeunesse de Picsou en y ajoutant quelques uns. D'autres ancêtres sont également créés par d'autres ancêtres en racontant leur vision du clan. En voici certains ci-dessous :

### Sire William McPicsou
- Sire William McPicsou (Sir Eider McDuich en VO)[12] est un ancêtre de Picsou cité dans l'histoire Le Secret du vieux château[3] (Carl Barks,1948) puis détaillé dans le cinquième épisode de la série La jeunesse de Picsou (Keno Don Rosa,1993). C'est un chevalier né en 880 et mort en 946 lors d'un assaut du château par les Saxons contre lesquels il se retrouva seul, puni par son avarice. En effet, étant donné qu'ils étaient mal payés (30 pièces en cuivre), ses soldats ont préféré fuir[13].

### Sir Slye McPicsou
- Sir Slye McPicsou[Note 1](Sire Slye McDuich en VO) est un personnage tiré du brouillon de l'histoire Le Dernier du Clan McPicsou de Don Rosa[9] et qui n'a jamais été traduit en France. Il vécut vers 1018 où il aida le roi Malcolm II, dont il fut l'espion, à combattre les Anglais[11].

### Sire Duncan McPicsou
- Sire Duncan McPicsou (Sir Quackly McDuich en VO)[14] est un ancêtre de Picsou cité dans l'histoire Le Secret du vieux château[3] de Barks puis détaillé dans la série La jeunesse de Picsou de Rosa. Dans cette série, il apparaît physiquement auprès de Picsou et a un rôle majeur. Il y a peu d'information sur sa jeunesse, sa date de naissance est approximative et tournerait autour de 1010 dans le château familial en Écosse. En revanche, la cause de sa mort est révélée plus en détail. En 1057, le chevalier Duncan reçoit une cassette pleine d'or et de bijoux pour avoir défendu le roi Macbeth Ier d'Écosse durant la guerre civile. Selon la légende, il serait mort la même année en s'emmurant accidentellement avec de peur qu'on le lui vole. C'est en 1877 que le jeune Picsou le rencontre dans le château sans savoir qu'il s'agit en réalité de son fantôme. Ce dernier ne lui révèle pas l'emplacement de son trésor car il souhaite que son descendant arrive à reconstituer par lui même, la fortune du clan. En 1885, en combattant les Biskervilles pour les chasser de leur terre, Picsou se trouve expédier dans l'au-delà où il rencontre de nouveau son ancêtre occupant son temps éternel à jouer au golf avec les autres McPicsou[15].

### Sire Murdoch McPicsou
- Sire Murdoch McPicsou (Sir Murdoch McDuich en VO). Il fit fortune en 1066 en vendant aux Anglais des arcs pour se défendre contre l'invasion normande ; il avait omis de leur préciser que les flèches étaient en supplément. C'est à son époque que le clan adopta le patronyme de "McDuck" (version anglaise du gaélique "McDuich").

### Sire Wilfried McPicsou
- Sire Wilfried McPicsou (Sir Stuft McDuck en VO)[16] est un ancêtre de Picsou cité dans l'histoire Le Secret du vieux château[3] de Barks. Sur sa pierre tombale proche du château, il est indiqué qu'il est né en 1110 et mort en 1175[15]. Banquier de profession, on lui doit l'indépendance de l'Écosse qu'il racheta 10 000 marks aux Normands mais vida de ce fait les caisses du clan.

### Sire Emeric McPicsou
- Sire Emeric McPicsou (Sir Roast McDuck en VO)[17] est un ancêtre de Picsou cité dans l'histoire Le Secret du vieux château[3] de Barks puis détaillé dans la série La jeunesse de Picsou de Rosa. Il est né en 1159, mort en 1205 d'indigestion après avoir pillé le garde-manger du roi Guillaume Ier d'Écosse[13].

### Sire Edward McPicsou
- Sire Edward McPicsou (Sir Swamphole McDuck en VO)[18] est un ancêtre de Picsou cité dans l'histoire Le Secret du vieux château[3]. D'après cette histoire, son squelette repose dans son armure présentée dans le hall du château alors que sa tombe à l’extérieur se retrouve vide. En effet, cette dernière est en réalité une entrée secrète des cachots[13]. De son vivant, c'était un chevalier né en 1190 et qui finit ses jours en 1260. D'après l'histoire Une lettre de la maison (A Letter From Home)[19] de Don Rosa, c'est lui qui condamna les donjons du château familial, prétextant ne plus pouvoir entretenir une salle de torture digne de ce nom.

### Sir Donald McDuck
- Sir Donald McDuck, surnommé "Black Donald", est un personnage tiré du brouillon de l'histoire Le Dernier du Clan McPicsou de Don Rosa[9] et qui n'a jamais été traduit en France et donc n'a pas de nom français.  Ayant vécu vers 1440, il serait descendant de Sire Emeric McPicsou. On lui doit l'invention du golf et du lancer de tronc d'arbre (Caber). Il mourut au cours d'une partie de ce dernier en recevant un coup de tronc sur le crâne. Il a un très mauvais caractère semblable à son lointain descendant, Donald Duck[11].

### Sir Simon Mc Picsou
- Sir Simon Mc Picsou. Né en 1437, mort en 1509 (selon les dates sur sa pierre tombale). Fut trésorier des Templiers lorsque la couronne des croisés fut confiée à Christophe Colomb (voir La Couronne des croisés et Une lettre de la maison).

### Sire Francis McPicsou
- Sire Francis McPicsou (Malcolm "Matey" McDuck en VO)[20] apparaît pour la première fois en 1956 dans l'histoire Trésor temporel (Back To Long Ago!)[21] de Carl Barks. Il est né aux alentours de 1530 à Glasgow. C'est un lieutenant et navigateur qui naviguera sur le vaisseau Golden Hind aux côtés de l'amiral Francis Drake. Il est le premier McPicsou a posé un pied aux États-Unis et précisément au Calisota en 1579. Sir Francis Drake va sur place, fonder un fort du nom de Drake Borough et fera de Francis McPicsou son commandant. Ce dernier mourut lors de son siège la même année et le nom du fort sera changé par Cornélius Écoutum devenant le fort Donaldville (Duckburg en VO). C'est sur les ruines de ce fort que sera bien plus tard érigé le coffre de Picsou[22].

### Laird Locksley Duck
- Laird Locksley Duck. Il vécut vers 1707. Compagnon du hors-la-loi Rob Roy, ils se brouillèrent lorsque Rob Roy lui annonça que l'argent volé aux riches devait être redistribué.

### Kenneth McPicsou
- Kenneth McPicsou (Hugh « Seafoam »[Note 2] McDuck en VO)[23] apparaît pour la première fois en 1953 dans l'histoire Arnach McChicane (The Horseradish Story)[24] de Carl Barks. Il est né en 1710 et fit fortune dans le commerce avec les Indes et acheta son propre bateau, le Golden Goose[Note 3]. Mais celui-ci fut saboté en 1753 par un certain S. Croc McChicane (Swindle McSue en VO) avec lequel Kenneth avait signé un contrat, stipulant en toutes petites lettres qu'il devrait leur céder tous les biens des McPicsou si la livraison n'était pas honorée[25]. Il ne conserva de la mésaventure que la montre de ses ancêtres et ses dents en or. Il disparut en 1776 au cours de la guerre d'indépendance des États-Unis[26].

### Potcrack McDuck
- Potcrack McDuck[Note 4] est un personnage tiré du brouillon de l'histoire Le Dernier du Clan McPicsou de Don Rosa[9] et qui n'a jamais été traduit en France et donc n'a pas de nom français. Il est l'inventeur de la cornemuse datant de 1767[11].

## Ascendance directe de Picsou

### Willie McPicsou
- Willie McPicsou ("Dirty" Dingus McDuck en VO). Grand-père de Picsou. Mineur de fond, il épousa Molly Mallard dont il eut trois garçons : Fergus, John et Jack.

### Quinquagésime McPicsou
- Quinquagésime McPicsou (Quagmire McDuck en VO). Frère du précédent et grand-oncle de Picsou. Il hérita de la montre de son ancêtre Kenneth McPicsou qu'il transmit à son neveu Fergus. Il serait le grand-père d'Adhémar Padsou (Moocher McDuck en VO), cousin désargenté de Balthazar Picsou[27], ainsi que de Pokerface McDuck, légataire de Donald Duck et Gontran Bonheur.

### John McPicsou
- John McPicsou (Angus "Pothole" McDuck en VO). Fils de Willie Mc Picsou. Né en 1829 à Glasgow et mort en 1901 à La Nouvelle-Orléans, il s'exila aux États-Unis dans les années 1840. Il commanda plusieurs bateaux à vapeur sur le Mississippi et prit sa retraite en 1882.

### Fergus McPicsou
- Fergus McPicsou (Fergus McDuck en VO). Frère du précédent et père de Picsou. Né en 1835 à Glasgow et mort en 1902 à Dismal Downs. Meunier de profession, il épousa une jeune irlandaise, Édith O'Drake (Downy O'Drake en VO), en 1867, qui donna naissance à Balthazar, Matilda et Hortense. On lui prête d'autres unions dont furent issus d'autres enfants.

### Jack McPicsou
- Jack McPicsou (Jake McDuck en VO)[28] est un personnage créé par Carl Barks. Ce dernier fait référence au personnage dans l'histoire Un Noël à Pauvreville (A Christmas For Shacktown)[29] en 1951. Il apparaît pour la première fois physiquement à partir de 1992 dans la série La jeunesse de Picsou de Rosa. Il est le frère de Fergus et John et donc l'oncle de Picsou. Il est né à Glasgow en 1832 et mort après 1952.

## Sœurs et demi-frères de Picsou
Les deux sœurs de Picsou sont des personnages récurrents de La Jeunesse de Picsou de Don Rosa :

### Matilda Picsou
- Matilda Picsou (Matilda McDuck en VO). Fille de Fergus McPicsou et sœur de Picsou. Née en 1871 à Glasgow, elle rejoignit son frère aîné aux États-Unis en 1902 en compagnie de sa jeune sœur Hortense, et travailla pour lui. Elle aurait épousé Donald Dingue. On perd sa trace après 1955.

### Hortense Picsou
- Hortense Picsou (Hortense McDuck en VO). Fille de Fergus McPicsou et sœur de Picsou. Née en 1876 à Glasgow, elle suivit le reste de la famille dans leur exil aux États-Unis. Elle s'éprit de Rodolphe Duck, le benjamin de Elvire et Joseph Duck, qu'elle épousa après 1910. De leur union naquirent Donald Duck et sa sœur jumelle Della en 1920.

### Gédéon Picsou
- Gédéon Picsou (Gedeone de' Paperoni en VO)[31] apparaît pour la première fois en 1953 dans l'histoire Mystère en sauce (Paperino e i gamberi in salmì)[32] scénarisée et dessinée par Romano Scarpa en 1956. Frère cadet de Balthazar Picsou, il est le directeur du journal donaldvillois Le Grillon qui parle. Par la suite, il dirigera les quotidiens Le Grillon du soir et La Trompette de Donaldville jusqu'en 1990 où il récupère Le Grillon qui parle pour pouvoir le maintenir à la page. Pour créer son personnage, Scarpa a déclaré s'être inspiré de Mario Gentilini, rédacteur en chef de Topolino de 1945 à 1980[33].

### Léon Sanzun
- Léon Sanzun (Rumpus McFowl en VO)[34]. Demi-frère de Picsou, fils issu du court mariage entre Fergus McPicsou et une sœur de Véra O'Drake et Édith O'Drake, mère de Picsou.

Enfin, il arrive que Grand-Mère Donald soit présentée comme la sœur de Balthazar et Gédéon Picsou, en contradiction avec la généalogie établie par Don Rosa.

## Arbre généalogique
Don Rosa a développé en 1993 un arbre généalogique dont Carl Barks avait jeté les bases dans les années 1950 pour expliquer les liens entre le clan McPicsou et la famille Duck dont est issu Donald Duck.

## Blason
Don Rosa réalisa pour le clan plusieurs versions de leur blason. Pour La Jeunesse de Picsou, il en avait réalisé un premier, visible dans Le Dernier du clan McPicsou, qui ne l'avait pas satisfait. Celui-ci était composé d'une barre d'argent avec trois têtes de canard de sable, sur fond d'or, avec des pièces. Alors il se mit à potasser l'héraldique afin d'en réaliser un autre qui lui convienne mieux. Le nouveau se compose de :
- Un champ tanné : cette couleur évoque la digne ambition ;

- Un canton de gueules chargé d'une tête de canard de sable : cette tête symbolise le clan ;
- Une barre crénelée de gueules, chargée de trois besants d'or : elle signifie la féroce protection du clan d'un trésor.

Le bédéiste explique donc le sens de son blason, indiquant que le clan des McPicsou est composé de guerriers courageux et ambitieux, défendant férocement un grand trésor. Ce qui définit ce clan à ses yeux.
Ce blason est largement fautif (enquerre) : le champ "tanné" est d'émail et donc n'accepte pas de charge également d'émail, ce qui est le cas de la barre de gueules (qui est un émail), et du canton de gueules aussi. De plus le canard est de sable (encore un émail) qui charge le gueules du canton. Triplement fautif, Don Rosa n'a pas bien assimilé les règles de l'héraldique. Le précédent lui aussi était fautif avec un métal sur métal (barre d'argent sur fond d'or).